# Strongylosoma dalmatinum
Strongylosoma dalmatinum är en mångfotingart som beskrevs av Karl Wilhelm Verhoeff 1897. Strongylosoma dalmatinum ingår i släktet Strongylosoma och familjen orangeridubbelfotingar. Inga underarter finns listade i Catalogue of Life.